# Liste d'historiens irlandais
Une liste d'historiens irlandais est présentée dans cet article, depuis les premiers temps jusqu'à nos jours, par périodes historiques et dans l'ordre alphabétique pour faciliter la consultation..
Nombre de ces historiens auraient été connus en leur temps comme « hommes et femmes irlandaises de savoir ». Un certain nombre de ceux qui sont énumérés ci-dessous étaient des érudits dans différents domaines : littérature, mathématiques, théologie, biographie, narration, hagiographie, grammaire.

## Ère légendaire et préhistorique
- Fenius Farsaid
- Nel mac Fenius

## Début de l'ère médiévale:VeetXIIesiècles
- Adomnan d'Iona, décédé en 704
- Ailerán, décédé en 665
- Banbanus
- Bercanus filius Aedo
- Bernard de Chartres
- Brecannus
- Cadac-Andreas
- Cainchobrach, fl. pre-844
- Candidus
- Cellanus de Peronne
- Clement Scotus II
- Cogitosus, fl. c. 650?
- Colcu de Clonmacnoise
- Colgu, fl. pre-844
- Cormac mac Cuileannain, décédé en 908
- Cu Chuimne of Iona, décédé en 747
- Cumméne Fota
- Dicuil
- Dominnach, fl. pre-844
- Donatus de Fiesole
- Dub Innse de Bangor, décédé en 953
- Dubhtach mac Mael Tuile, fl. 838-869
- Dubslaine, fl. 891
- Duncaht
- Dungal de Pavie
- Fergus, fl. pre-844
- Finnian de Moville, décédé en 579
- Gilla Brigte de Limerick/Gilbert de Limerick, fl. c. 1111
- Giolla Mochuda Mor Ui Casaide fl. XIIe siècle Ulster
- Iohannes
- Israel Scottus
- Jean Scot Érigène
- Laidcend mac Baith Bandaig, décédé en 661
- Mac Bethad, fl. 891
- Mael Brigte Ua Maeluanaig, décédé en 1138
- Mael Inmuin, fl. 891
- Magister Fergus de Clonard
- Marianus de Ratisbon/Muredach Mac Robartaig, fl. 1067
- Marianus Scotus of Mainz
- Martianus Hiberniensis de Laon
- Mo-Sinu maccu Min/Sinilis, décédé en 610
- Muirchu moccu Machtheni
- Murchertach
- Murethach d'Auxerre
- Pseudo-Augustin, fl. c. 655
- Ruben de Dairinis
- Secundinus
- Sedulius (Suadbar) fl. pre-844
- Tírechán
- Tuan mac Cairill, fl. pre-579
- Ultan d'Ardbraccan, décédé en 657
- Virgil Maro lee Grammairien

## Fin de l'époque médiévale:XIIeetXVIesiècles
- Adhamh Ó Cianáin, décédé en 1373
- Amhlaoibh mac Fir Bhisigh, fl. c. 1200
- Domhnall na Sgoile Mac Fir Bhisigh, fl.c. 1250
- Donnell O'Coinleisg, tué en 1342
- Dubhthach O Duibhgeannain, décédé en 1511
- Giolla Íosa Mór Mac Fir Bhisigh, fl. 1390-1418
- Giolla Iosa mac Giolla Iosa Mor MacFhirbhisigh, décédé en 1301
- Giolla na Naomh Mac Aodhagáin, fl. c. 1400
- Lawrence Walsh, fl. 1588
- Maghnus O Duibhgeannain, fl. c. 1390
- Matha Glas O Duibhgeannain, décédé en 1517
- Muireadhach Albanach Ó Dálaigh, fl. c. 1220
- Murchadh Riabhach O Cuinnlis, fl. 1397-1411
- Naoise O Duibhgeannanin, décédé en 1561
- Oillan O Maoil Chonaire, fl. c. 1570
- Seán Mór Ó Dubhagáin, décédé en 1372
- Seamus mac Diarmaid Caoch MacFhirbhisigh, fl. 1560-1590
- Sean mac Muiris O Maoil Chonaire, fl. 1480
- Tomas Cam MacFhirbhisigh, décédé en 1432
- Torna mac Torna O Maoil Chonaire, fl. c. 1500

## Début de l'ère moderne:XVIIeetXIXesiècles
- Aodh O Dalaigh, fl. 1742-1756
- Aodh O Dochartaigh, fl. 1627
- Aonghus Ruadh na nAor Ó Dálaigh, décédé en 1617
- Baothghalach Ruadh Mac Aodhagain, fl. c.1628
- Bernadin O Clerigh, fl. 1636
- James Ussher, Archevêque d'Armagh, 1581-1656
- Thomas Carve, décédé en 1672
- Charles O'Conor, 1710-1791
- Charles Owen O Conor Don, 1838-1905
- Conchabhar Mac Bruaideadha, fl. 1636
- Connall Mac Eochagain, fl. 1627
- Cú Choigcríche Ó Cléirigh, c. 1662/1664
- Cu Choigriche O Cleirigh, fl. 1627-1636
- Daniel O'Daly, décédé en 1662
- Daibhidh Ó Duibhgheannáin, fl.1651-1696/1706
- Nicholas French, décédé en 1678
- Dr. John Lynch, 1599-c. 1677
- Dubhaltach Mac Fhirbhisigh, fl. 1643-1671
- Edward Ledwitch, 1738-1823
- Eoin Ó Gnímh, fl. 1699
- Eugene Curry, 1794-1862
- Fear Dorcha MacFhirbhisigh, fl. c. 1600?
- Fearfeasa O Maoilchonaire, fl. 1627-1636
- Flann mac Aodhagain, décédé en c. 1643
- Fr. Brendan O Conor, OFM, fl. c. 1630
- John Colgan, OFM, 1592-1657
- Fr. John Francis Shearman, 1830-1885
- Luc de Wadding, OFM, 1588-1657
- George Petrie, 1790-1866
- Gillia Isa Mor mac Dubhaltach Mor MacFhirbhisigh, décédé en 1643
- Henry MacCarrick, fl. 1700-1708
- James Hardiman, 1782-1855
- John O'Donovan, 1806-1861
- John O'Hart 1824 - 1902
- Sylvester O'Halloran 1728-1807
- Lughaidh Ó Cléirigh, fl. 1595-1630
- Major-General James Vallencey, 1721-1812
- Mathghamhain O Duibhgeannain, fl. 1644
- Matthew O'Conor, 1773-1844
- Mícheál Ó Cléirigh, c. 1590-1643
- Mère Mary Bonaventure Browne, c. 1610-c. 1694
- Owen Connellan, 1800-1869
- Peregrine Ó Duibhgeannain, fl. 1627-1636
- Charles O'Conor, 1767-1828
- Ruaidhrí Ó Flaithbheartaigh, 1629-1716/1718
- Ruaidhri Ruadh Mac Diarmada, fl. c. 1760
- Seamus Bacach Mag Uidhir, fl. 1712-1729
- Seathrún Céitinn/Geoffrey Keating, décédé en 1643
- James Ware, 1594-1666
- Sir John Thomas Gilbert, 1829-1898
- William Petty, 1623-1687
- Standish Hayes O'Grady, 1832-1915
- Tadhg mac Dáire Mac Bruaideadha, fl. 1616-1652
- Tuileagna Ó Maoil Chonaire, fl. 1638-1673
- Whitley Stokes, 1830-1909
- William Edward Hartpole Lecky 1838-1903

## Historiens modernes
- James Auchmuty, 1909-1981
- Thomas Bartlett
- J. C. Beckett
- Paul Bew
- D. A. Binchy, 1899-1989
- Martin J. Blake, 1853-1931
- Terence Brown
- Ann Buckley
- Francis John Byrne
- Nicholas Canny
- James Carney, 1914-1989
- Helena Concannon, 1878-1952
- Vincent Comerford
- Tim Pat Coogan
- John de Courcy Ireland, 1911-2006
- Louis Cullen
- Bernadette Cunningham
- John Cunningham
- Edmund Curtis, 1881-1943
- Maurice Curtis
- James R. Dinneen
- Patrick S. Dinneen, 1860-1934
- Ryan Dinneen
- Margaret Emmeline Dobbs, décédé en 1962
- Mary Donovon-O'Sullivan, 1887-1966
- Terence Dooley
- Eamonn Duffy
- Owen Dudley Edwards
- Robin Dudley Edwards
- Marianne Elliott
- Ronan Fanning
- Brian Farrell
- Diarmaid Ferriter
- R. F. Foster
- Tom Garvin
- Joe Graham 1944-
- Aubrey Gwynn, SJ, 1892-1983
- Edward J. Gwynn, 1868-1941
- Stephen Gwynn, 1864-1950
- Brian Hanley
- Gerard Anthony Hayes-McCoy, 1911-1975
- Fr. Edmond Hogan SJ, 1831-1917
- Kathleen Hughes, 1926-1977
- James Kelly (1959- )
- Colm Lennon
- F. S. L. Lyons
- Proinsias Mac Cana
- Dermot MacDermot, décédé en 1989
- Edward MacLysaght, 1887-1986
- Eoin MacNeill, 1867-1945
- Gearóid Mac Niocaill
- Gearóid Mac Niocaill
- F. X. Martin, 1922-2000
- Carmel McCaffrey
- Augustine McCurdy
- Robert B. McDowell
- Hiram Morgan, 1960-
- Kathleen Mulchrone, 1895-1973
- Gerard Murphy
- Kenneth Nicholls
- Kevin B. Nowlan
- Emmet O'Connor
- Tomás Ó Conceanáinn
- Donnchadh Ó Corráin
- Dáibhí Ó Cróinín
- Patrick Denis O'Donnell
- Pádraig Ó Fiannachta
- Cormac Ó Gráda
- Nollaig Ó Muraíle
- T. F. O'Rahilly, 1883-1953
- Pádraig Ó Riain
- Gearóid Ó Tuaithaigh
- Barry Raftery
- Fr. John Ryan SJ, 1894-1973
- Paul Rouse
- Katherine Simms
- ATQ Stewart
- Paul Walsh, 1885-1941
- Kevin Whelan
- Fr. Patrick Wolfe, décès en 1934
- Patrick Weston Joyce1827-1914
- Seán Duffy

## Source
- (en) Cet article est partiellement ou en totalité issu de l’article de Wikipédia en anglais intitulé « List of Irish historians » (voir la liste des auteurs).